# The Deep (Band)
The Deep waren eine US-amerikanische Rockband, die Mitte der 1960er Jahre aktiv war. Über die Gruppe ist wenig bekannt, jedoch veröffentlichte sie 1966 mit The Psychedelic Moods of The Deep eines der ersten Alben – wenn nicht das erste überhaupt – mit dem Wort psychedelic im Titel. Die Musik von The Deep ist vergleichbar mit der von The Seeds oder The 13th Floor Elevators.
The Deep wurde in Philadelphia gegründet. Kopf der Gruppe war Rusty Evans, der bereits auf eine längere Karriere als Folkmusiker zurückblicken konnte. Am einzigen Album der Band war auch David Bromberg beteiligt. Die Aufnahmen fanden im August 1966 in den Studios von Cameo-Parkway statt. Im Verkauf war das Album möglicherweise bereits im Oktober 1966, also vor Psychedelic Lollipop von den Blues Magoos und The Psychedelic Sounds of the 13th Floor Elevators von den 13th Floor Elevators, die beide im November 1966 erschienen.
Von Auftritten der Gruppe ist nichts bekannt; weitere Aufnahmen gab es nicht außer den LP-Sessions mit Alternativfassungen, die später auf Platte erschienen. Rusty Evans wechselte zu Columbia Records und brachte 1967 das Album Psychedelic Psoul unter dem Bandnamen Freak Scene heraus.